# Francesco Scandone
Francesco Vincenzo Scandone (Montella, 12 novembre 1868 – Napoli, 13 gennaio 1957) è stato uno storico italiano.

## Biografia
Francesco Vincenzo Scandone nacque a Montella il 12 novembre del 1868 da una famiglia di piccoli proprietari terrieri. Suo primo educatore fu uno zio sacerdote, Giuseppe Schiavo, che lo spinse poi nella continuazione degli studi. Ottenne da privatista la maturità classica presso il "Liceo Pietro Colletta" di Avellino e, nel 1889, si iscrisse alla Facoltà di lettere dell'Università di Napoli dove si laureò in Storia Moderna nel 1893 discutendo una tesi sulla storia di Avellino longobarda.
La frequentazione, durante gli anni universitari, della casa di Scipione Capone, ex colonnello della Guardia Nazionale, distintosi nella lotta al brigantaggio, mise a disposizione del giovane Scandone una biblioteca di 30.000 volumi, che avrebbe costituito in seguito il nucleo fondante della Biblioteca Provinciale di Avellino. Il giovane maturò così l'interesse per la ricerca storica, in particolare per le vicende di Avellino, e in seguito per molti altri comuni della sua provincia.
Ebbe le prime esperienze di insegnamento a Gallipoli e poi in altre sedi fino a raggiungere Napoli. Durante tutta la sua attività di docente non cessò mai di frequentare gli archivi storici dai quali attinse materiale per la stesura di 74 opere in gran parte dedicate alla sua terra (Storia di Avellino romana, longobarda, feudale, medievale, moderna, L'alta valle del Calore, I due Principati) edite a partire dal 1911 fino a dopo la sua morte, avvenuta il 13 gennaio 1957.
Come riconoscimento al suo impegno nella documentazione storica venne chiamato a far parte dell'Accademia Pontaniana, fondata in epoca aragonese e che, negli anni in cui fu da lui frequentata, era presieduta da Benedetto Croce.
A Francesco Scandone furono conferite le cittadinanze di Avellino, quale riconoscimento ai suoi studi, e di Roccasecca che egli aveva dimostrato essere il vero luogo natale di San Tommaso, detto d'Aquino. 
Le sue opere, custodite nelle maggiori biblioteche italiane e straniere (come l'importante Documenti per la storia dei comuni dell'Irpinia del 1957) rimangono spesso l'unica fonte storica per i comuni dell'Irpinia dopo il terremoto del 23 novembre 1980.
Il giornalista Felice Scandone era suo figlio.

## Ricerche sul luogo di nascita di san Tommaso
Nel volume Per la controversia sul luogo di nascita di S. Tommaso d'Aquino ricostruisce in modo dettagliato la storia del tentativo di collocare dapprima a Napoli e poi ad Aquino la nascita di san Tommaso che avrebbe assunto il patronimico d'Aquino non dall'omonima città di nascita, bensì dalla contea che quest'ultima ospitava e che fu un possedimento dei d'Aquino fini al 1237.
A favore dell'ipotesi napoletana pendeva il fatto che nel 1221 l'imperatore Federico II di Svevia aveva posto Landolfo, padre di Tommaso, già miles e Giustiziere di Terra di Lavoro, alle dipendenze di Tommaso I d'Aquino (1185-1251) che divenne primo conte di Acerra e vice-re di una vasta zona dell'Italia meridionale.

Landolfo aveva sposato Donna Teodora, appartenente al ramo Rossi della famiglia Caracciolo con la quale ebbe quattro maschi e cinque femmine.